# دي (لعبة فيديو)
دي (بالإنجليزية: D)‏ هي لعبة فيديو مغامرات وأفلام تفاعلية الرعب تم تطويرها بواسطة وارب وإخراج كينجي إينو. تم نشره لأول مرة بواسطة باناسونيك لـ3 دي أو في عام 1995، ثم تم نقله لاحقًا إلى سيغا ساترن، بلاي ستيشن وإم إس-دوس. تتابع القصة لورا هاريس وهي تذهب للتحقيق في مستشفى بعد أن علمت أن والدها ذهب في فورة قتل جماعي وتحصن نفسه بالداخل. يتحول المستشفى إلى قلعة عند وصولها والتي يجب عليها استكشافها للعثور على والدها. يتحكم اللاعب في لورا من خلال صور منشأة بالحاسوب التي تم إنشاؤها بواسطة الكمبيوتر ويجب أن يكمل اللعبة في غضون ساعتين دون وظيفة حفظ أو إيقاف مؤقت.
استمر التطوير لمدة عام تقريبًا وتم بشكل أساسي مع أجهزة كمبيوتر أميغا 4000 لإنشاء صور منشأة بالحاسوب. سيكون أول إصدار رئيسي لإينو ووارب المجهولين، ولذا شعر كينجي إينو أنه إذا لم ينجح فإنه سيترك تطوير اللعبة. أضاف مشاهد عنف وأكل لحوم البشر لجعل اللعبة أكثر إثارة للإعجاب، لكنه يعتقد أن المحتوى سيكون شديد التطرف بالنسبة للرقابة أو الناشرين وخشي من عدم السماح بنشر اللعبة. لضمان عدم فرض رقابة على هذه المشاهد، قدم إينو نسخة نظيفة للحصول على موافقة الناشر المتأخرة مع العلم أنها ستطلب منه تسليم اللعبة إلى الشركة المصنعة. في طريقه إلى الشركة المصنعة قام بتبديل الإصدار النظيف بإصداره الرئيسي الذي يحتوي على المحتوى الأكثر إزعاجًا.
حققت اللعبة نجاحًا تجاريًا وحاسمًا في اليابان، حيث بيعت مليون نسخة وتلقت إعادة إصدار إصدار خاص. أشاد النقاد في الغرب بعناصر الرعب الخاصة باللعبة، القصة، الرسومات والعرض التقديمي. وجد مراجعو إصدار 3 دي أو أنها واحدة من أفضل الألعاب على النظام الأساسي. بالنسبة لإصدار بلاي ستيشن، لم تطبع سوني نسخًا كافية لمطابقة الطلبات المسبقة. كان كينجي إينو مستاءً للغاية من هذا الأمر وسيقوم لاحقًا بالانتقام من سوني من خلال إطلاق ألعابه اللاحقة حصريًا على منصات سيجا. تبع دي بتتابعتين، العدو صفر (1996) ودي 2 (1999). ظهرت في كلتا المباراتين نفس الممثلة الرقمية المسماة لورا، على الرغم من عدم وجود علاقة بين القصتين. تجد الاستطلاعات الحديثة أن دي أقل جاذبية، لكنها لا تزال تشيد بها لمكانتها في التاريخ كمزيج فريد من السينما والألعاب ومثال مبكر لتصميم ألعاب الرعب الناضجة.